# 普卢塔科·埃利亚斯·卡列斯
普盧塔科·埃利亞斯·卡列斯（西班牙語：Plutarco Elías Calles，發音：[pluˈtarko eˈli.as ˈkaʝes]；1877年9月25日—1945年10月19日），墨西哥總統，墨西哥革命後實際掌權的領導人，他亦是革命制度黨的創始人。
在卡列斯他任內發生基督戰爭。基督戰爭是一場對抗墨西哥政府反天主教主義的大規模反革命戰爭。卡列斯提交的1917年憲法，其目的被指為迫害羅馬天主教教會及其子組織，此舉因卡列斯的無神論主義和共濟會思想而掀起，但是憲法的執行引發了這場基於西部墨西哥的反抗運動。
1920－1935年，卡列斯是墨西哥的實際掌權者。1928年前總統奧布雷貢在再度當選後不久被暗殺，他之後指派三名傀儡總統，直至1936年被迫流亡:58-60。而之後革命制度黨與天主教會關係改善。